# 加利奇斯科耶湖

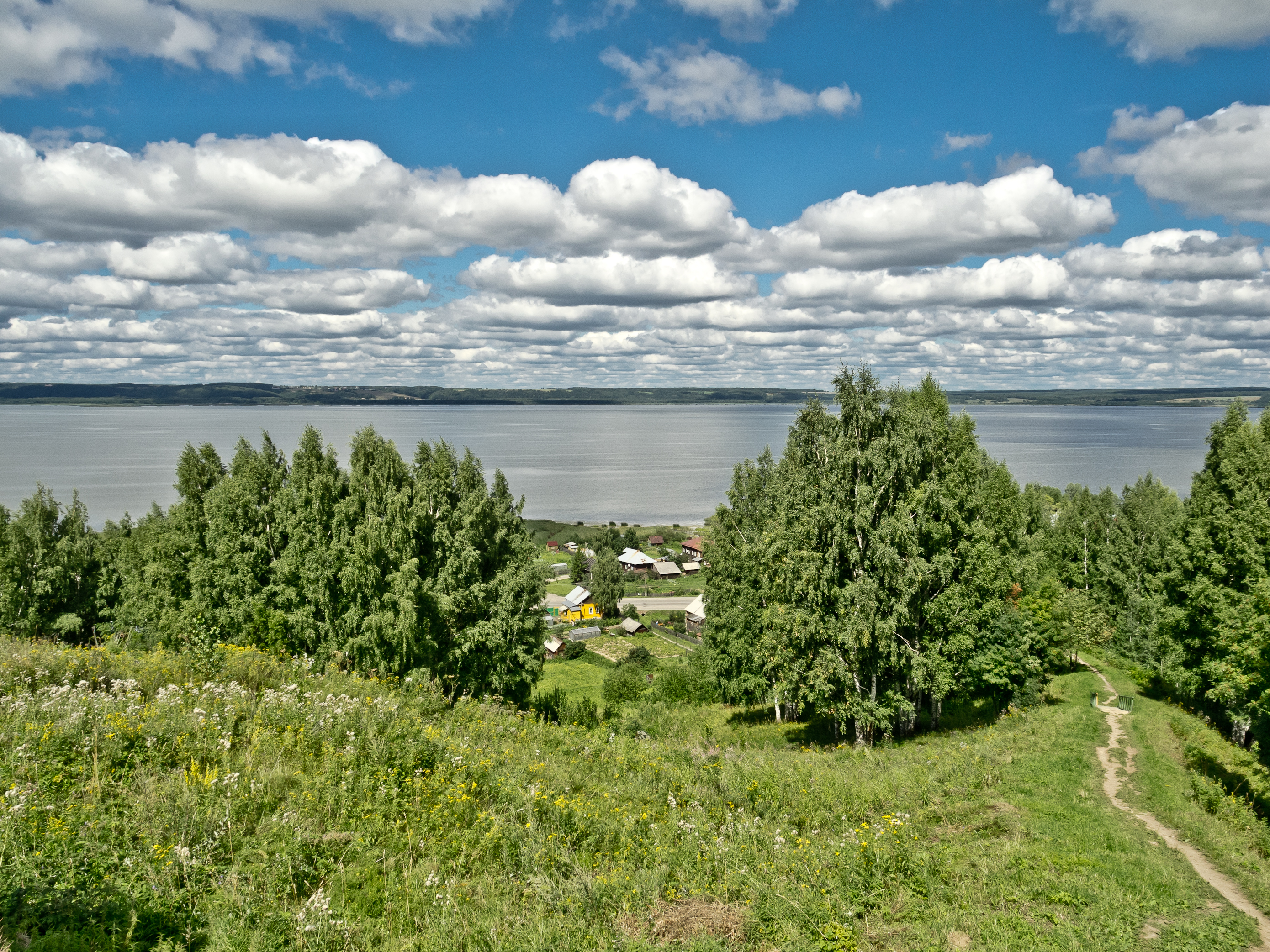

加利奇斯科耶湖是俄羅斯的淡水湖，位於科斯特羅馬州北部，海拔高度100米，東西長度17公里，面積75.4平方公里，最大水深5米，是維奧克薩河的發源地。

## 外部連結
- Galichskoye Lake photo（页面存档备份，存于）
- History of fishing（页面存档备份，存于）